# Litoria tyleri
Litoria tyleri es una especie de anfibio anuro de la familia Pelodryadidae.

## Distribución geográfica

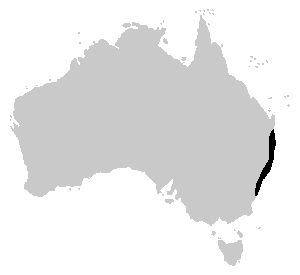
Distribución de Litoria tyleri

Es endémica de Australia. Habita a lo largo de la costa este del sureste de Queensland al sur de Nueva Gales del Sur. El área de distribución de la especie es de aproximadamente 73 000 km².

## Descripción
Los machos miden de 43 a 48 mm y las hembras de 46 a 48 mm.

## Etimología
Esta especie lleva el nombre en honor a Michael James Tyler.

## Publicación original
- Martin, Watson, Gartside, Littlejohn & Loftus-Hills, 1979 : A new species of the Litoria peronii complex (Anura: Hylidae) from eastern Australia. Proceedings of the Linnean Society of New South Wales, vol. 103, p. 23-35[5]